# Need for Speed: Shift
Need for Speed Shift este un joc din cunoscuta serie de simulatoare auto Need for Speed. A fost dezvoltat de Slightly Mad Studios, cunoscuți pentru GT Legends și GTR 2, împreună cu Michael Mann de la EA Black Box și Patrick Soderlund de la DiCE. 
Jocul este mai degraba un simulator de curse, accentul fiind pus pe abilitățile jucătorilor de a lua parte la cursele auto și pe experiența din spatele volanului. Jucatorii se vor afla în scaunul bolizilor de curse, participând la joc din modul first-person view. A fost lansat în luna octombrie a anului 2009. Este valabil pe PC, Xbox 360, PlayStation 3 și PSP. A fost un succes comercial, fiind creată în 2011 și o continuare, Shift 2: Unleashed.
Cursele seamănă cu cele WTCC. Se poate juca și online.